# Jamie Miller

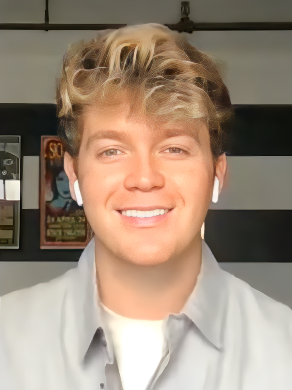
Jamie Miller, 2022

Jamie Miller (* 9. September 1997 in Cardiff, Wales) ist ein britischer Singer-Songwriter.

## Leben
Miller wuchs mit seiner Mutter, seinem Vater und zwei Schwestern in Cardiff, Wales, auf und begann in der Grundschule zu singen. Sein Vater war Taxifahrer und seine Mutter Putzfrau. 2017 errang er in der Castingshow The Voice UK den dritten Platz. Hiernach unterzeichnete Jamie Miller einen Plattenvertrag mit Atlantic Records und zog nach Los Angeles. 2020 veröffentlichte der Künstler seine Debüt-Single The City That Never Sleeps. 2021 folgten Hold You 'Til We’re Old und Here’s Your Perfect. Here’s Your Perfect wurde weltweit über 380millionenfach gestreamt. Die letztgenannte Single konnte sich dreizehn Wochen in den Billboard’s Global Excl. U.S. Charts halten. Elias Leight beschrieb Here’s Your Perfect als eine klimpernde Klavier-Ballade, die rasch Stadion-Größe erreiche. Die gemeinsam mit Alan Walker herausgebrachte Single Running Out Of Roses konnte sich für eine Woche in den Top 20 der norwegischen Charts halten, wo sie im September 2021 Platz 15 erreichte. Im Jahr 2022 wurde Millers Erst-EP Broken Memories veröffentlicht. 2024 wurde sein Debüt-Album Long Way Home veröffentlicht.

## Diskografie

### Singles
- 2020: The City That Never Sleeps[6]
- 2020: All I Want for Christmas Is You
- 2020: Onto Something[7]
- 2021: Hold You 'Til We’re Old[8]
- 2021: Here’s Your Perfect[9][10]
- 2021: Running Out of Roses (mit Alan Walker)[11]
- 2022: I Lost Myself In Loving You[12]
- 2022: Last Call

### Album
- 2022: Broken Memories[13][14] (Atlantic/Geaux Uptown Records)
- 2024: Long Way Home[15] (BMG Rights Management)